# Thần kinh mông trên
Thần kinh mông trên (tiếng Anh: superior cluneal nerves) chi phối cảm giác da vùng mông trên. Đây là các dây tận cùng của nhánh lưng ngoài xuất phát từ thần kinh sống thắt lưng (L1, 2, 3).

## Một số hình ảnh

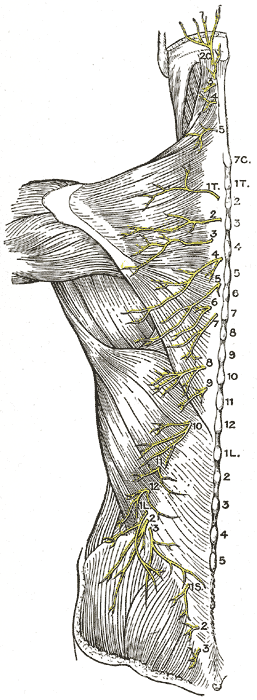
Hình mô tả các nhánh bì của nhánh lưng thần kinh tủy sống.
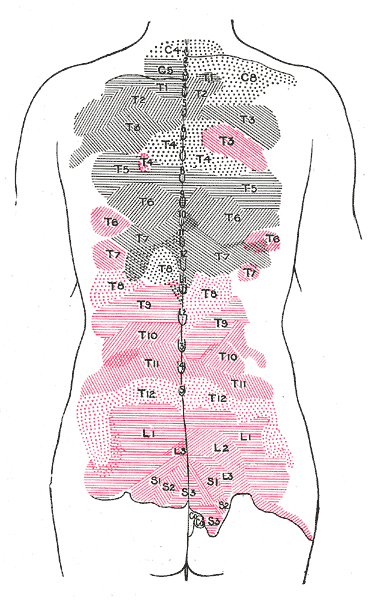
Các đốt da chi phối bởi nhánh bì của nhánh lưng thần kinh tủy sống.